# Ada Rybaczuk
Ada Fedoriwna Rybaczuk (ur. 27 czerwca 1931 w Kijowie, zm. 21 września 2010) – ukraińska malarka, rzeźbiarka i architekt. Razem z mężem była autorką Ściany Pamięci w kijowskim krematorium, która została zniszczona przez władze.

## Życiorys
Rybaczuk urodziła się w 1931 roku w Kijowie. Wyszła za mąż za swojego partnera artystycznego Wołodymyra Melnyczenko, z którym poznała się w Państwowym Instytucie Sztuki w Kijowie, gdzie studiowała pod kierunkiem Ołeksija Szowkunenki. W 1954 roku, jeszcze jako studenci (według niektórych źródeł w 1956) wyjechali na wyspę Kołgujew, gdzie spędzili prawie rok wśród Nieńców. Powstało wtedy około 100 prac ukazujących mieszkańców wyspy, sceny z ich życia, krajobrazy i zwierzęta. Mieszkańcy nazywali ich Risuj-Ngo-Da, co można przetłumaczyć jako ten, który rysuje. Para podarowała muzeum krajoznawczemu w Narjan-Mar 230 prac. Pierwszych 118 przekazali jeszcze w 1959 roku. Przygotowali wtedy w muzeum stałą wystawę sztuki, która była eksponowana przez 20 kolejnych lat. W 1979 roku przekazali 33 prace. W 2000 roku przekazali 18 tablic projektu Brązowe obrazy w przestrzeni tundry (Bronzowyje obrazy w prostranstwie tundry), a w 2003 roku 48 ilustracji do bajek ludów świata oraz zeszyt ze szkicami z 1957 roku.
W 1959 roku Prawda Ukrainy opublikowała artykuł Iskusstwo nie tierpit szumichi, w którym oskarżono Rybaczuk i Melnyczenkę o bojczukizm. Przestano ich zapraszać do wystawiania prac. W 1968 roku zostali zaproszeni przez Awraama Mileckiego do przygotowania projektu kijowskiego krematorium. Zaproponowali budowę Parku pamięci. Budynek to kompozycja siedemnastu wklęsłych skorup skierowanych w stronę nieba. Otaczała go 213-metrowa ściana oporowa wzmacniająca taras na pobliskim cmentarzu. Rybaczuk i Melnyczenko zaplanowali tam Ścianę Pamięci. Prace nad jej budową trwały siedem lat. W połowie stycznia 1982 roku teren muru został nagle ogrodzony, a rzeźby zalane betonem.
Ada Rybaczuk od 1957 roku prezentowała swoje prace na wystawach w: Zjednoczonej Republice Arabskiej (1958), Czechosłowacji (1957, 1958), Finlandii, Węgrzech (1961, 1985), Włoszech (1962), Iraku (1963), Afganistanie (1964), Mongolii (1964), Polsce (1967), USA (1977, 1995), Bułgarii (1985), NRD (1986) i Norwegii (1993). Zmarła w 2010 roku w Kijowie.

## Twórczość
Większość prac tworzyła wspólnie z mężem. Ich najważniejsze prace:
- 1960-1961 projekt dworca autobusowego w Kijowie[6]
- 1963-1969 panele mozaikowe w budynku kijowskiego Pałacu Młodzieży[7] oraz fontanna noszącą nazwę Gwiazdy i konstelacje (Zori ta suzirja). Na dnie umieszczono kolorowe mozaiki. Przez 40 lat była ona nieczynna. W 2017 roku rozpoczęto prace konserwacyjne, a w 2019 roku fontanna została ponownie uruchomiona[8].
- Ściana Pamięci – ściana z 200 metrową płaskorzeźbą. Artyści pracowali nad nią siedem lat. Gdy prace były już prawie ukończone w 1982 roku, władze podjęły decyzję o zalaniu prac betonem. W maju 2018 roku w ramach festiwalu Kijowski Tydzień Sztuki został skuty beton na niewielkim fragmencie ściany[9]. Koszt prac został pokryty z budżetu miasta. Pod nadzorem Wołodymyra Melnyczenki odsłonięto fragment o powierzchni 6 m². Nosi on nazwę Obrona Ojczyzny[10].

## Upamiętnienie
- W 2012 roku ukazała się książka My o swojem ostrowie[3].
- W 2013 książka Zapachi ziemli[5].
- W 1988 roku Israel Goldstein nakręcił film dokumentalny Stiena[11].
- W 2011 przygotowano projekt medalu pamiątkowego z okazji 100. urodzin Wiktora Niekrasowa[12].
- W 2018 roku w kijowskiej galerii Dukat została otwarta wystawa STINA. Stałewyj hobełen, na której pokazano historię powstania i zniszczenia modernistycznego dzieła Ady i Wołodymyra Ściany Pamięci[13].
- W 2020 roku w kinach wyświetlany był film dokumentalny Kseniji Krawcowoj Szełest krokiw opowiadający historię życia Wołodymyra Melnyczenki i Ady Rybaczuk[9].

## Odznaczenia i nagrody
- 1957 Srebrny medal na VI Światowym Festiwalu Młodzieży i Studentów[12][14]
- W 1998 roku Rada miasta Narjan-Mar nadała Adzie Rybaczuk i Wołodymyrowi Melnyczence tytuł honorowego obywatela miasta[2].